# Rašídové
Dynastie Rašídů (آل رشيد, Āl Rashid) neboli Rašídové byla dynastie ovládající velkou část arabského poloostrova s centrem ve městě Ha'il během druhé poloviny 19. století a na začátku 20. století. Jejich hlavními nepřáteli byli Saúdové ovládající jižně ležící Nadžd.
Zakladatelem dynastie Rašídovců byl Abdulláh ibn Rašíd.
Rašídové se stali spojenci Osmanské říše proti Saúdům, což se nepříznivě projevilo v dobách, kdy popularita Osmanské říše klesala. Díky osmanské pomoci dobyli a zničili Rašídovci v roce 1891 tzv. Druhý saúdský stát.
V druhé polovině 19. století bojovali střídavě o region Al-Hasa protiosmanští Saúdové a proosmanští Rašídové.
V roce 1906 skončila První Saudsko-Rašídská válka kterou vyhrál Emirát Nadždu a Hasy (Saudové) Další boje nastaly za první světové války když se Rašídové postavily na stranu Osmanů a Saudové na stranu Britů. I přes prohru svých spojenců a rozpad Osmanské řiše Emirát Ha'il přežil. Rašídové byli nakonec definitivně poraženi saúdskými vojsky v roce 1921.

## Symboly

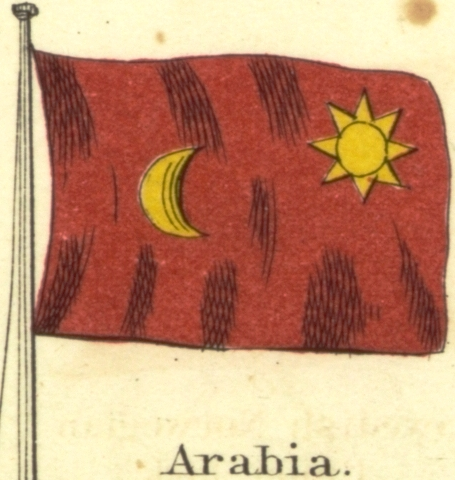
Z Johnsonova schématu vlajek, 1868

státní vlajka emirátu Ha'il:
1835–1920
1868 verze (1835–1920)
1920–1921